# Gibb McLaughlin
Gibb McLaughlin (19 de julho de 1884 – 1960), nasceu George Gibb McLaughlin, foi um ator britânico da era do cinema mudo. Ele atuou em 118 filmes entre 1921 e 1959.

## Filmografia selecionada
- The Road to London (1921)
- The Pointing Finger (1922)
- The Bohemian Girl (1922)
- Three to One Against (1923)
- Odd Tricks (1924)
- Nell Gwyn (1926)
- London (1926)
- The Farmer's Wife (1928)
- Oliver Twist (1948)
- The Deep Blue Sea (1955)
- Who Done It? (1956)
- Sea Wife (1957)
- The Naked Truth (1957)
- Too Many Crooks (1959)